# Hemigrammus guyanensis
Hemigrammus guyanensis är en fiskart som beskrevs av Géry, 1959. Hemigrammus guyanensis ingår i släktet Hemigrammus och familjen Characidae. Inga underarter finns listade i Catalogue of Life.